# Mona Rüster
Mona Rüster (10 août 1901 - 13 janvier 1976) est une joueuse de tennis de table allemande.

## Carrière sportive
Elle a été championne du monde de tennis de table en double avec Erika Metzger. 